# Травал
Травал (рос. Травал) — печера в Башкортостані, Росія. Печера горизонтального типу простягання. Загальна протяжність — 324 м. Глибина печери становить 35 м. Категорія складності проходження ходів печери — 1. Печера відноситься до Бурзянського підрайону Бєлорецького району Зілаїрської області Центральноуральської спелеологічної провінції.